# Loch an Dithreibh
Loch an Dithreibh är en sjö i Storbritannien.   Den ligger i kommunen Highland och riksdelen Skottland, i den norra delen av landet, 800 km norr om huvudstaden London. Loch an Dithreibh ligger 81 meter över havet. Arean är 1,7 kvadratkilometer. Trakten runt Loch an Dithreibh består i huvudsak av gräsmarker. Den sträcker sig 2,2 kilometer i nord-sydlig riktning, och 1,6 kilometer i öst-västlig riktning.